# Real Marcianise Calcio 2007-2008
Questa voce raccoglie le informazioni riguardanti il Real Marcianise Calcio nelle competizioni ufficiali della stagione 2007-2008.

## Stagione
Nel campionato 2007-2008 gli allenatori sono i siciliani Domenico Giacomarro e Salvatore Vullo e il miglior marcatore è Riccardo Innocenti. Nelle partite casalinghe la squadra gioca bene segnando anche molto, come il 4-1 contro il Foggia in fase eliminatoria di Coppa Italia (5 settembre 2007), il 4-0 contro l'Andria BAT (18 novembre 2007) e il 5-1 contro il Noicattaro (16 marzo 2008) con doppietta di Innocenti che gli valse, alla fine dell'undicesima giornata di ritorno, il primo posto in classifica cannonieri. Ciò valse infatti alla squadra, come nella stagione precedente e con lo stesso numero di reti (33), il primato stagionale del massimo di reti segnate in casa. La squadra rimase in zona play-off più tempo rispetto ai precedenti campionati. Domenica 27 aprile 2008 il Real Marcianise conquista lo storico traguardo dei play-off grazie alla vittoria a Melfi per 3-2. Nel primo turno dei play-off ha la meglio nei due incontri contro il Vigor Lamezia, prima pareggiando 1-1 a Lamezia, con un gol del marcianisano Gaetano Poziello, poi al Progreditur batte 2-0 i calabresi con gol di Galizia e Piscitelli. Nell'altra gara play-off del girone C il Celano Olimpia batte il Pescina Valle del Giovenco per un complessivo 3-2 per gli abruzzesi; la finale dei play-off vede quindi di fronte Real Marcianise e Celano, nella cui gara d'andata a Celano il Marcianise pareggia 0-0. Nel ritorno dell'8 giugno 2008, battendo il Celano al Progreditur per 3-1, con due reti di Poziello e una di Manco, conquista la storica promozione in Serie C1, futura Lega Pro Prima Divisione.

## Rosa
| N. |                   | Ruolo | Calciatore          |
| -- | ----------------- | ----- | ------------------- |
|    | Italia (bandiera) | P     | Ermanno Fumagalli   |
|    | Italia (bandiera) | P     | Pasquale Mezzacapo  |
|    | Italia (bandiera) | D     | Michele Ciano       |
|    | Italia (bandiera) | D     | Gianluca Sgarra     |
|    | Italia (bandiera) | D     | Alessandro Nigro    |
|    | Italia (bandiera) | D     | Massimiliano Raucci |
|    | Italia (bandiera) | D     | Luigi D'Apice       |
|    | Italia (bandiera) | D     | Crescenzo D'Amore   |
|    | Italia (bandiera) | D     | Michele Murolo      |
|    | Italia (bandiera) | D     | Antonio Vanacore    |
|    | Italia (bandiera) | D     | Rosario De Rosa     |
|    | Italia (bandiera) | D     | Angelo Piscitelli   |
|    | Italia (bandiera) | D     | Liberato Filosa     |

| N. |                   | Ruolo | Calciatore           |
| -- | ----------------- | ----- | -------------------- |
|    | Italia (bandiera) | C     | Nathan Schiavon      |
|    | Italia (bandiera) | C     | Daniele Unniemi      |
|    | Italia (bandiera) | C     | Michele D'Ambrosio   |
|    | Italia (bandiera) | C     | Matteo Della Ventura |
|    | Italia (bandiera) | C     | Bruno Di Napoli      |
|    | Italia (bandiera) | C     | Gaetano Manco        |
|    | Italia (bandiera) | C     | Alfredo Romano       |
|    | Italia (bandiera) | A     | Salvatore Galizia    |
|    | Italia (bandiera) | A     | Gaetano Poziello     |
|    | Italia (bandiera) | A     | Riccardo Innocenti   |
|    | Italia (bandiera) | A     | Cosimo Tedesco       |

## Risultati

### Serie C2

#### Girone di andata
| 26 agosto 2007 1ª giornata | Cassino | 0 – 0 | Real Marcianise |  |

| 2 settembre 2007 2ª giornata | Real Marcianise | 2 – 1 | Pescina VG |  |

| 9 settembre 2007 3ª giornata | Vibonese | 2 – 1 | Real Marcianise |  |

| 16 settembre 2007 4ª giornata | Real Marcianise | 1 – 0 | Catanzaro |  |

| 23 settembre 2007 5ª giornata | Val di Sangro | 0 – 0 | Real Marcianise |  |

| 30 settembre 2007 6ª giornata | Real Marcianise | 3 – 2 | Monopoli |  |

| 7 ottobre 2007 7ª giornata | Benevento | 3 – 1 | Real Marcianise |  |

| 14 ottobre 2007 8ª giornata | Real Marcianise | 2 – 0 | Celano |  |

| 21 ottobre 2007 9ª giornata | Sangiuseppese | 2 – 1 | Real Marcianise |  |

| 28 ottobre 2007 10ª giornata | Real Marcianise | 2 – 1 | Gela J.T. |  |

| 1º novembre 2007 11ª giornata | Noicattaro | 0 – 0 | Real Marcianise |  |

| 4 novembre 2007 12ª giornata | Real Marcianise | 1 – 1 | Cisco Roma |  |

| 11 novembre 2007 13ª giornata | Vigor Lamezia | 1 – 1 | Real Marcianise |  |

| 18 novembre 2007 14ª giornata | Real Marcianise | 4 – 0 | Andria BAT |  |

| 25 novembre 2007 15ª giornata | Igea Virtus | 3 – 0 | Real Marcianise |  |

| 2 dicembre 2007 16ª giornata | Real Marcianise | 1 – 0 | Melfi |  |

| 9 dicembre 2007 17ª giornata | Scafatese | 0 – 0 | Real Marcianise |  |

#### Girone di ritorno
| 16 dicembre 2007 18ª giornata | Real Marcianise | 0 – 1 | Cassino |  |

| 23 dicembre 2007 19ª giornata | Pescina VG | 2 – 1 | Real Marcianise |  |

| 13 gennaio 2008 20ª giornata | Real Marcianise | 1 – 0 | Vibonese |  |

| 20 gennaio 2008 21ª giornata | Catanzaro | 0 – 1 | Real Marcianise |  |

| 27 gennaio 2008 22ª giornata | Real Marcianise | 2 – 1 | Val di Sangro |  |

| 10 febbraio 2008 23ª giornata | Monopoli | 0 – 1 | Real Marcianise |  |

| 17 febbraio 2008 24ª giornata | Real Marcianise | 1 – 3 | Benevento |  |

| 24 febbraio 2008 25ª giornata | Celano | 3 – 2 | Real Marcianise |  |

| 2 marzo 2008 26ª giornata | Real Marcianise | 2 – 1 | Sangiuseppese |  |

| 9 marzo 2008 27ª giornata | Gela J.T. | 2 – 1 | Real Marcianise |  |

| 16 marzo 2008 28ª giornata | Real Marcianise | 5 – 1 | Noicattaro |  |

| 22 marzo 2008 29ª giornata | Cisco Roma | 2 – 0 | Real Marcianise |  |

| 6 aprile 2008 30ª giornata | Real Marcianise | 2 – 1 | Vigor Lamezia |  |

| 13 aprile 2008 31ª giornata | Andria BAT | 2 – 2 | Real Marcianise |  |

| 20 aprile 2008 32ª giornata | Real Marcianise | 2 – 0 | Igea Virtus |  |

| 27 aprile 2008 33ª giornata | Melfi | 2 – 3 | Real Marcianise |  |

| 4 maggio 2008 34ª giornata | Real Marcianise | 2 – 3 | Scafatese |  |